# Sociëteit Unitas
Sociëteit Unitas was de naam van een club voor Vlissingse notabelen en tevens van het gebouw van de sociëteit. Vanaf juli 1902 mochten officieren van zee- en landmacht buitengewoon lid worden. De sociëteit was gevestigd aan de Noordzee Boulevard. 

## Geschiedenis
Sociëteit Unitas werd op 8 februari 1888 opgericht voor een periode van 29 jaar en was aanvankelijk gevestigd aan de Rommelkade K 40 (die sinds de demping van de havens in 1909 de Emmastraat heet). In 1896 kwam het pand in handen van een nieuwe eigenaar, waarna problemen ontstonden over de huurafspraken. Voor de Sociëteit was dat de aanleiding om een nieuw pand de laten bouwen.
In 1897 werd begonnen met de bouw van het nieuwe sociëteitsgebouw aan de Noordzee Boulevard, op de hoek met de Coosje Buskenstraat. Vóór die tijd was de locatie onderdeel van de verdedigingswerken van de stad en in de tweede helft van de zestiende eeuw lag hier het Gasthuisbolwerk. In de nieuwe sociëteit waren onder andere een kegelbaan, een restaurant en een toneel-/concertzaal.
In 1926 werd Unitas opgeheven. Het sociëteitsgebouw werd in april 1926 voor 10.300 gulden verkocht aan de vrijmetselaarsloge 'L'Astre de l'Oriënt' die al het vanaf 1924 huurde. Tijdens de Duitse bezetting (1940-1944) nam de NSB het gebouw in beslag om er een groepskringhuis van te maken. Onder het bastion en de zeewering lagen allerlei gangen, die werden gebruikt als schuilkelder. Omdat het gebouw tegenover de grootste bunker van de stad lag - de op 23 maart 1943 opgeleverde Naereboutbunker, genoemd naar de mensenredder Frans Naerebout - raakte het gebouw in de oorlogsjaren zwaar beschadigd. In 1948 vond herbouw plaats en in 1956 vestigde Café-Restaurant Hotel Delta zich in het pand. In 1977 werd het gebouw gesloopt om plaats te maken voor vijftien appartementen met de naam 'Residence Naerebout'.